# Monsieur Claude und sein großes Fest
Monsieur Claude und sein großes Fest (Originaltitel: Qu’est-ce qu’on a tous fait au Bon Dieu?, französisch für „Was haben wir alle dem lieben Gott getan?“) ist eine französische Filmkomödie von Regisseur Philippe de Chauveron, die am 6. April in die französischen und am 21. Juli 2022 in die deutschen Kinos kam. Es handelt sich um eine Fortsetzung zu den Filmen Monsieur Claude und seine Töchter (2014) und Monsieur Claude 2 (2019).

## Handlung
Nachdem Claude seine Schwiegersöhne von einem Verbleib in Chinon hat überzeugen können, sind sie in seinem Leben omnipräsent. So wird er nicht nur Zeuge eines Nachbarschaftsstreits zwischen David und Rachid, sondern muss auch erfahren, dass Charles in einer modernen Theaterinszenierung Jesus verkörpern soll. Seine Verärgerung darüber wird allerdings durch den Umstand gelindert, dass es in der Ehe von Ségolène und Chao kriselt. Claude sieht seine Chance, Ségolène mit dem deutschen Kunstsammler Helmut Schäfer zu verkuppeln, den er für den perfekten Schwiegersohn hält.
Claudes Ehefrau Marie sieht sich unterdessen mit dem Älterwerden konfrontiert, steht doch ihr 40. Hochzeitstag bevor. Obwohl Claude für den besonderen Tag nur ein Abendessen zu zweit vorsieht, planen seine Töchter insgeheim eine große Familienfeier. Dazu sollen auch die Eltern ihrer Ehemänner eingeladen werden, was unter den Schwiegersöhnen nicht auf Begeisterung stößt, da ihre Eltern ähnliche zwischenmenschliche Probleme wie Claude und Marie haben. So stehen Davids Eltern kurz vor der Scheidung, Chaos schweigsame Eltern halten die Verneuils für Rassisten und Rachids Vater macht seinen Sohn für seine gescheiterte Karriere als Rockmusiker verantwortlich.
Auf Drängen der Töchter werden trotzdem alle Schwiegereltern eingeladen, was insbesondere Claude missfällt. Nicht nur muss er sein Haus mit wildfremden Personen teilen, sondern soll ihnen auch noch als Fremdenführer Schloss Chambord zeigen. Der gemeinsame Ausflug ist von zahlreichen Streitereien geprägt, die auch beim Besuch von Charles’ Theaterstück am nächsten Tag nicht abreißen. Es kommt zur Trennung zwischen Müttern und Vätern, woraufhin beide Gruppen unabhängig voneinander einen Junggesellenabschied feiern wollen. Da sowohl die Frauen als auch die Männer dabei randalieren, endet der Abend für alle auf dem Polizeirevier, wo sich Claude und Marie miteinander versöhnen.
Am nächsten Tag steht für Claude und Marie ein Ballonflug über das Loiretal an, ehe sie ihr Ehegelübde erneuern wollen. Während der Zeremonie wirbt Helmut Schäfer offen um die Hand Maries, mit der er in den vergangenen Tagen bereits mehrfach geflirtet hat. Marie entscheidet sich jedoch für Claude; ebenso finden Davids Eltern wieder zueinander. Ségolène erkennt hingegen, dass Helmut nicht wirklich an ihr oder ihren Bildern interessiert war, und versöhnt sich mit Chao.

## Produktion

### Stab und Besetzung

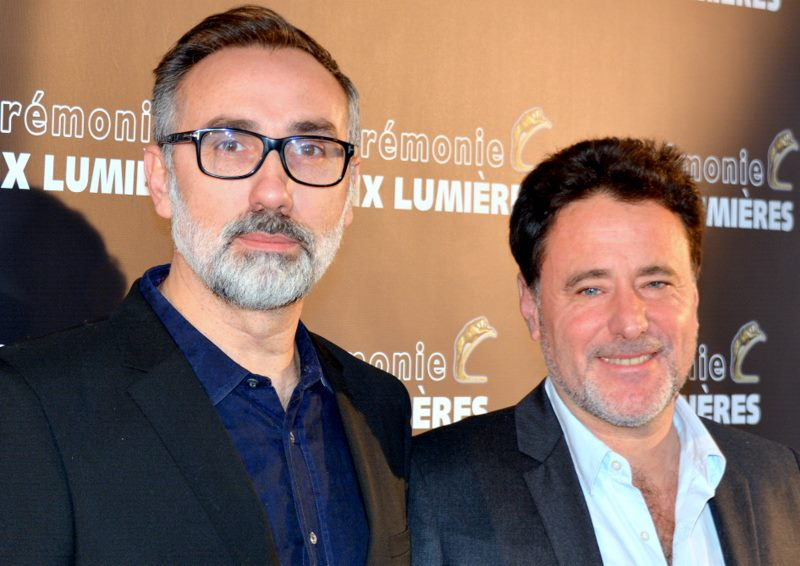
Drehbuchautor Guy Laurent (links) und Regisseur Philippe de Chauveron

Nach den großen Zuschauererfolgen der Filme Monsieur Claude und seine Töchter und Monsieur Claude 2 wurde im Mai 2019 vermeldet, dass ein dritter Teil der Geschichte rund um die Verneuil-Familie erscheinen werde. Philippe de Chauveron übernahm abermals die Regie und schrieb gemeinsam mit Guy Laurent das Drehbuch. Romain Rojtman war erneut als Produzent tätig, während der französische Fernsehsender TF1 wie bei beiden Vorgängerfilmen co-produzierte. Für den Vertrieb in Frankreich war UGC und für die weltweite Vermarktung Orange Studio verantwortlich. Chantal Lauby äußerte sich gegenüber dem französischen Radiosender RTL, der dritte Teil bringe gewisse Neuerungen mit sich und setze nicht nur auf das Altbekannte.
Zu den wiederkehrenden Darstellern zählen Christian Clavier, Chantal Lauby, Ary Abittan, Medi Sadoun, Élodie Fontan, Noom Diawara, Frédérique Bel, Émilie Caen, Frédéric Chau, Pascal N’Zonzi und Salimata Kamate. Die Rolle der Odile Benichou Verneuil wurde mit Alice David neu besetzt, da Julia Piaton aufgrund von Terminproblemen verhindert war. Zu den Schauspielern, die die Elternteile der Ehemänner verkörpern, zählen Daniel Russo, Nanou Garcia, Abbes Zahmani, Farida Ouchani, Bing Yin und Li Heling. Für die Rolle des Helmut Schäfer suchte Regisseur de Chauveron gezielt nach deutschen Darstellern mit französischen Sprachkenntnissen. Seine Wahl fiel auf Jochen Hägele, der für die Dreharbeiten seinen Führerschein machte.

### Dreharbeiten
Der ursprünglich für September 2020 vorgesehene Drehstart musste aufgrund der COVID-19-Pandemie verschoben werden, sodass erste Aufnahmen mit Kameramann Christian Abomnes erst im November des Jahres im Umland von Paris erfolgten. Zu Beginn der Hauptdreharbeiten am 31. März 2021 wurde der Originaltitel Qu’est-ce qu’on a tous fait au Bon Dieu? bekannt. Im Folgemonat wurden Nachtaufnahmen in Saumur durchgeführt, und am 23. April 2021 begannen viertägige Aufnahmen in Châtellerault. Nachdem die Dreharbeiten des Tages abgeschlossen waren, wollten vier Bühnenarbeiter per Auto nach Chinon fahren. Gegen 20:30 Uhr Ortszeit kam es an einer Kreuzung in Pouant zu einem Verkehrsunfall, bei dem drei der Produktionsmitglieder starben. Der vierte Autoinsasse wurde auf die Intensivstation der Universitätsklinik von Poitiers gebracht, während der Fahrer des anderen Fahrzeugs, der die Kollision mutmaßlich durch Missachten der Vorfahrt verursachte, nur leicht verletzt wurde. Die Dreharbeiten wurden daraufhin unterbrochen und ein polizeiliches Ermittlungsverfahren eingeleitet. Der Unfallverursacher wurde schließlich wegen fahrlässiger Tötung angeklagt und der Film im Abspann den Unfallopfern gewidmet.

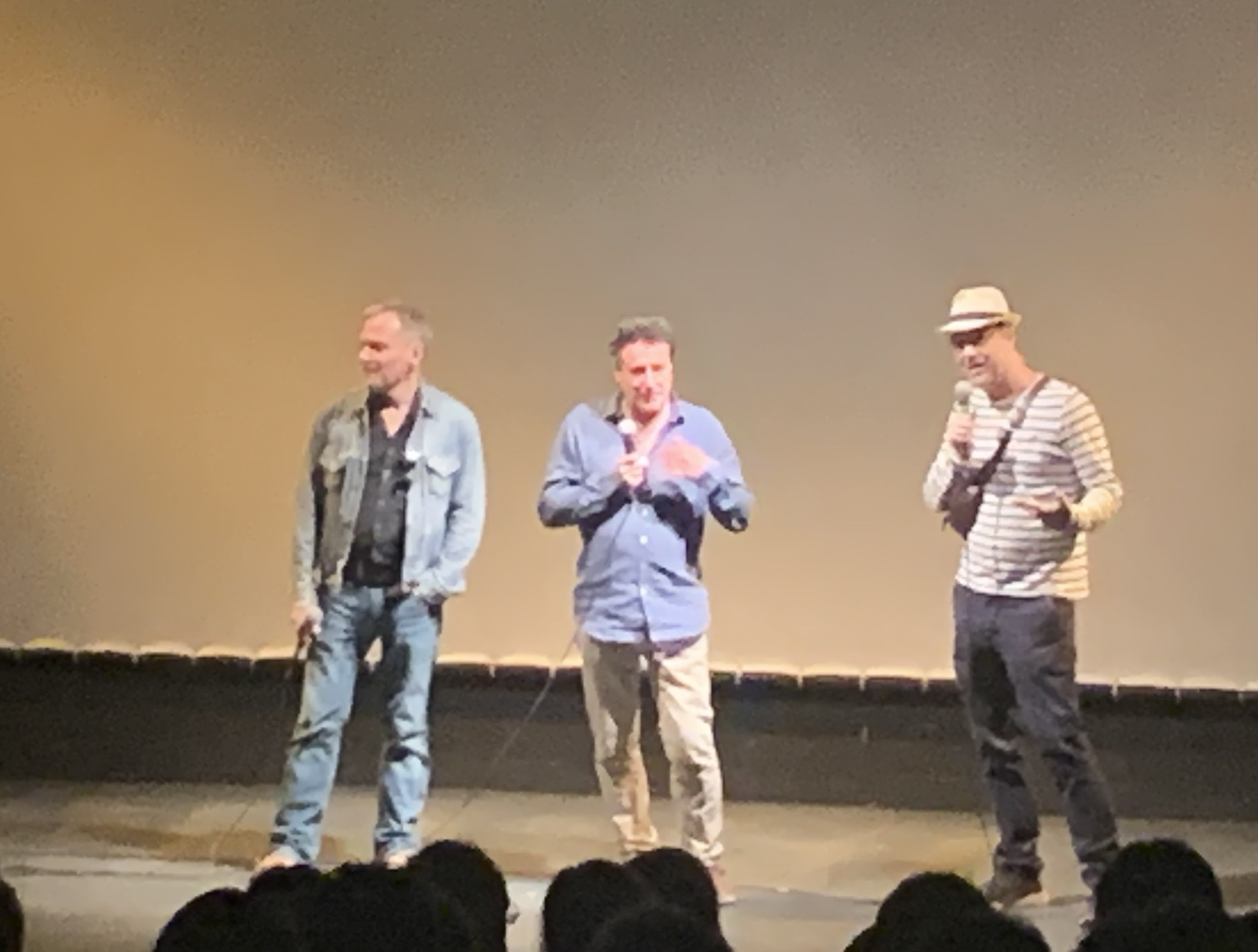
Jochen Hägele (links) und Regisseur Philippe de Chauveron (Mitte) auf einer Vorpremiere in Berlin im Juli 2022.

Die Dreharbeiten wurden am 29. April 2021 in Châtellerault fortgesetzt. Zu den Drehorten zählte unter anderem das Théâtre Blossac, das für rund 9.300 Euro angemietet wurde. Im Anschluss wurde die Produktion zunächst nach Chambord verlegt, ehe die Filmaufnahmen mit zehntägigen Dreharbeiten in Chinon endeten. In der französischen Kleinstadt, deren Bedeutung für die Handlung im Vergleich zu den Vorgängerfilmen aufgewertet wurde, dienten unter anderem die Burg Chinon und mehrere Museen als Kulisse. Um die Einhaltung aller Hygienevorschriften im Rahmen der COVID-19-Pandemie gewährleisten zu können, wurden die Drehorte in Chinon im Vorhinein geheim gehalten, um einen Zuschauerandrang zu verhindern. Weitere Drehorte waren im Loiretal und an der Vienne sowie die Gemeinde Fontevraud-l’Abbaye und ein Haus in Versailles. Innenaufnahmen erfolgten in Filmstudios in Paris.

### Veröffentlichung
Ein Trailer zum Film wurde am 13. Dezember 2021 veröffentlicht. Der ursprünglich für den 13. Oktober 2021 vorgesehene französische Kinostart verschob sich wegen der COVID-19-Pandemie zunächst auf den 2. Februar 2022. Später wurde er auf den 6. April 2022 verlegt, nachdem französische Kinos im Dezember 2021 nur geringe Besucherzahlen verzeichnet hatten. Auch ein Skandal um Ary Abittan, der im November 2021 wegen Vergewaltigungsvorwürfen angeklagt und unter gerichtliche Aufsicht gestellt wurde, soll ein Grund für die Verschiebung gewesen sein. Erste Vorpremieren erfolgten bereits Ende Dezember 2021. In Deutschland brachte der Filmverleih Neue Visionen Monsieur Claude und sein großes Fest am 21. Juli 2022 in die Kinos.

## Synchronisation
Die deutschsprachige Synchronisation entstand nach einem Dialogbuch von Ulrich Georg und unter der Dialogregie von Monica Bielenstein bei TaunusFilm Synchron.
| Rolle                      | Darsteller        | Synchronsprecher      |
| -------------------------- | ----------------- | --------------------- |
| Claude Verneuil            | Christian Clavier | Pierre Peters-Arnolds |
| Marie Verneuil             | Chantal Lauby     | Marina Krogull        |
| Laure Verneuil             | Élodie Fontan     | Kaya Marie Möller     |
| Charles Koffi              | Noom Diawara      | Julien Haggège        |
| Isabelle Benassem Verneuil | Frédérique Bel    | Magdalena Turba       |
| Rachid Benassem            | Medi Sadoun       | Jan-David Rönfeldt    |
| Odile Benichou Verneuil    | Alice David       | Melanie Pukaß         |
| David Benichou             | Ary Abittan       | Jaron Löwenberg       |
| Ségolène Ling Verneuil     | Émilie Caen       | Alexandra Wilcke      |
| Chao Ling                  | Frédéric Chau     | Leonhard Mahlich      |
| André Koffi                | Pascal N’Zonzi    | Uli Krohm             |
| Madeleine Koffi            | Salimata Kamate   | Arianne Borbach       |
| Vivianne Koffi             | Tatiana Rojo      | Julia Kaufmann        |
| Isaac Benichou             | Daniel Russo      | Lutz Schnell          |
| Sarah Benichou             | Nanou Garcia      | Anke Reitzenstein     |
| Mohamed Benassem           | Abbes Zahmani     | Joachim Kaps          |
| Moktaria Bennasem          | Farida Ouchani    | Regina Lemnitz        |
| Dong Ling                  | Bing Yin          | Fang Yu               |
| Xhu Ling                   | Li Heling         | Jie Zhao-Freitag      |
| Helmut Schäfer             | Jochen Hägele     | Jochen Hägele         |
| Priester von Chinon        | Loïc Legendre     | Christian Gaul        |

## Rezeption

### Kritiken
Monsieur Claude und sein großes Fest wurde in der französischen Presse gespalten aufgenommen. Während der Film teilweise als gelungene Komödie beschrieben wurde, die sogar an den Originalfilm Monsieur Claude und seine Töchter heranreiche, bezeichneten ihn andere Kritiker als mühsame Erzählung, der es an Innovationen und Biss fehle. Die Sonntagszeitung Le Journal du Dimanche hebt positiv hervor, dass die Kombination aus Christian Clavier und Chantal Lauby weiterhin funktioniere und der dritte Teil zu viele Wiederholungen und Klischees vermeide. Auch Le Parisien attestiert dem Film, zuweilen effektiver als die beiden Vorgängerfilme zu sein und mit vielen Wendungen zu überraschen. Bei diesen würden die rassistischen Vorurteile aller Beteiligten aufgedeckt werden; die Moral sei dabei für Jean-Luc Wachthausen von Le Point, dass mit dem richtigen Ton über alles gelacht werden dürfe.
Kritischer steht Arnaud Hallet von Les Inrockuptibles dem Film gegenüber. Für ihn ist Monsieur Claude und sein großes Fest eine kitschige Komödie ohne neue Ideen, die genauso rassistisch und sexistisch wie die beiden Vorgängerfilme sei. Die Fortsetzung predige Geringschätzung und Fremdenfeindlichkeit, wobei durch die neuen Figuren statt mehr Tiefe nur noch mehr Klischees in die Erzählung geworfen werden würden. Auch Lino Cassinat von EcranLarge kritisiert den Hass und die Vorurteile unterschiedlichen Ethnien gegenüber. Dem Film mangele es an Menschlichkeit, auch wenn sich Monsieur Claude und sein großes Fest stets aufgeschlossen präsentieren wolle. Nicht zuletzt sei die Fortsetzung auch inspirationslos, wurden in den beiden Vorgängern doch schon alle großen Witze gerissen, und durch die Mäßigung der titelgebenden Hauptfigur Claude Verneuil fehle es dem Film an Spektakel.
Im deutschsprachigen Raum wurde Monsieur Claude und sein großes Fest überwiegend positiv rezensiert. So urteilt Moritz Holfelder vom Bayerischen Rundfunk, dass der Film zwar immer wieder Gefahr laufe, allzu „schablonenhaft zu wirken“, und visuell nicht besonders viel zu erwarten sei, jedoch mit einigen Einschränkungen Spaß mache. Laut Walli Müller vom NDR wärmt der Film zwar das alte Erfolgsrezept nochmal neu auf, sei aber „für einen dritten Aufguss noch vergleichsweise lustig“. Außerdem sei die Reihe ein „sympathischer Aufruf zur Völkerverständigung“. Valerie Dirk weist in Der Standard auf die abgedroschenen Witze hin, attestiert dem Film aber doch „recht unterhaltsam“ zu sein, „was am Timing, guten Einfällen und den überwiegend tollen Darstellern“ liege. Barbara Schweizerhof resümiert für Der Freitag: „Ob und wie lange man das lustig findet, hängt von Laune und Geschmack des Einzelnen ab. Das Projekt als solches kann man nur bewundern: Eine Welt frei von Vorurteilen ist nicht vorstellbar; besser man macht ein Feuerwerk daraus, sodass jedes einzelne vollkommen an Bedeutung verliert.“ Für Rüdiger Suchsland von SWR 2 ist Monsieur Claude und sein großes Fest ein „über weite Strecken gut gemachter, kurzweilig erzählter Film, eine in sich runde Mainstream-Komödie“, die auch an den Kinokassen gut funktionieren würde.

### Einspielergebnis
Monsieur Claude und sein großes Fest konnte in der Startwoche mit rund 875.000 Kinobesuchern die Spitzenposition der französischen Kino-Charts belegen, erreichte damit allerdings nur die Hälfte der Besucherzahlen von Monsieur Claude 2 zum gleichen Zeitpunkt. Insgesamt verzeichnete der Film in Frankreich rund 2,45 Millionen Kinobesucher, was einem Rückgang von rund 60 % im Vergleich zum direkten Vorgänger entsprach. Europaweit konnte Monsieur Claude und sein großes Fest 27,81 Millionen US-Dollar einspielen. In Deutschland verzeichnete der Film 754.879 Kinobesucher.